# Grammodes justa
Grammodes justa är en fjärilsart som beskrevs av Walker 1858. Grammodes justa ingår i släktet Grammodes och familjen nattflyn. Inga underarter finns listade i Catalogue of Life.

## Bildgalleri

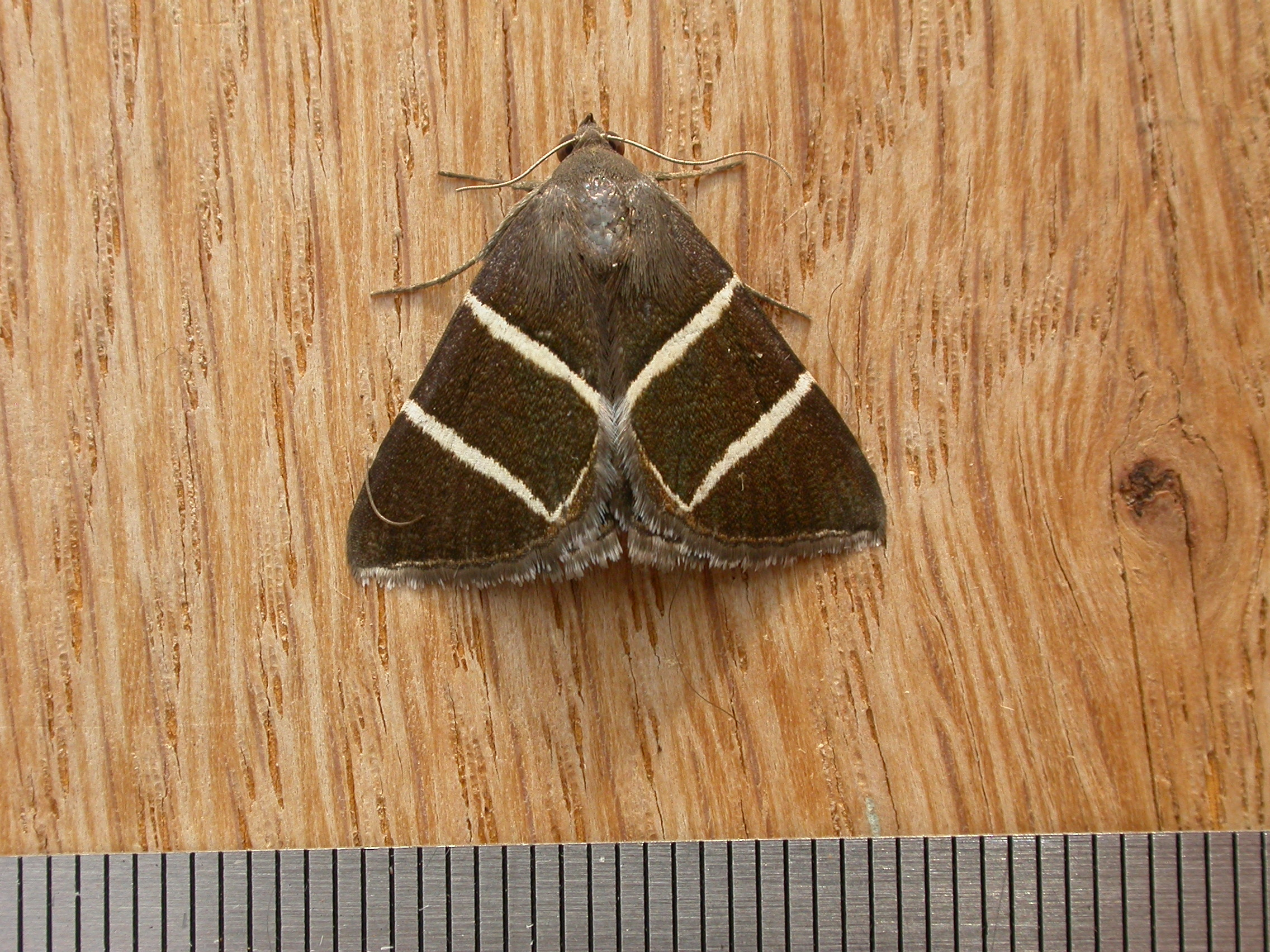
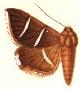
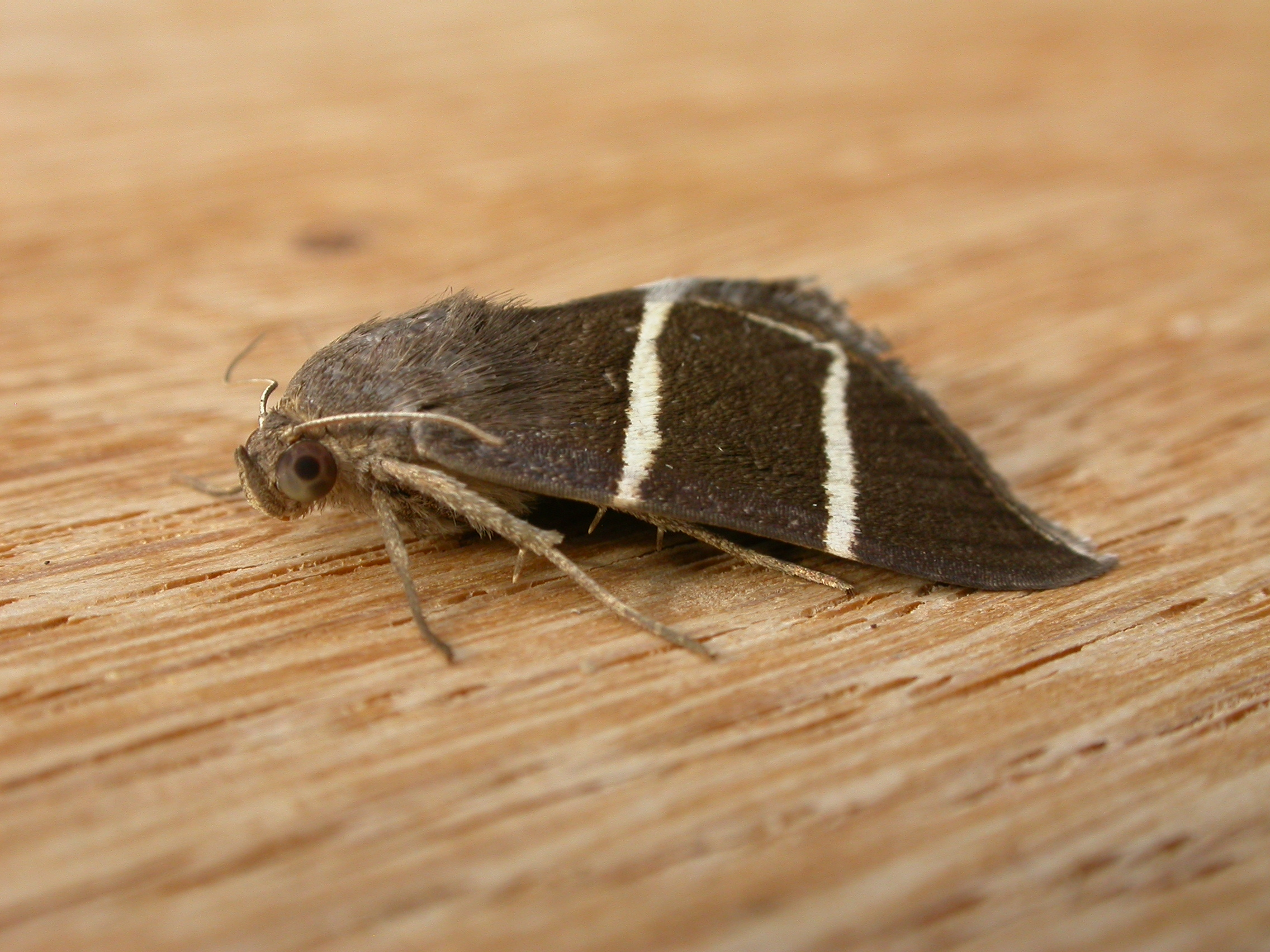